# اضطراب التغذية

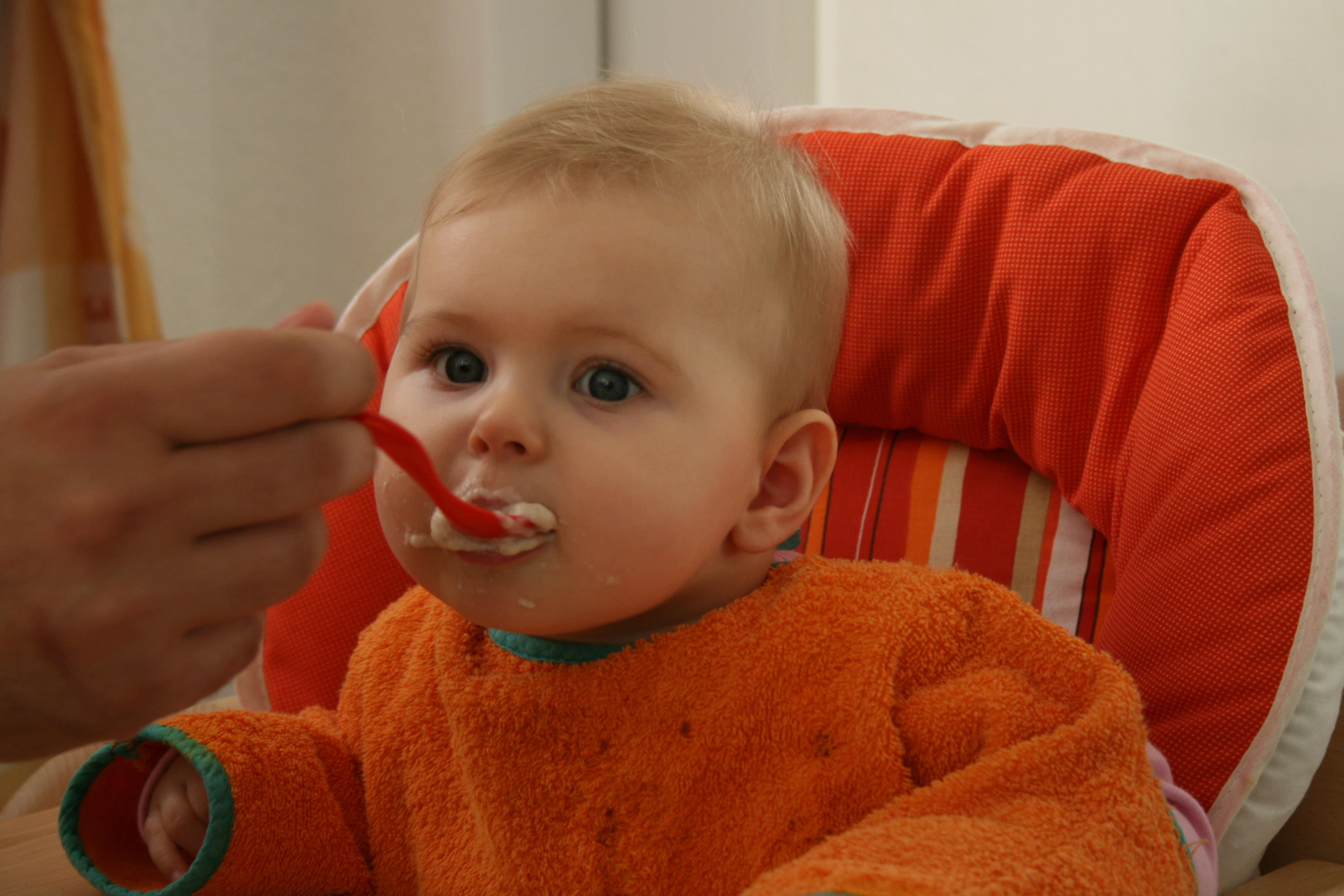

اضطراب التغذية في مرحلة الرضاعة أو الطفولة المبكرة، هو رفض الطفل تناول بعض مجموعات الطعام أو القوام أو المواد الصلبة أو السوائل لمدة شهر على الأقل، مما يؤدي إلى عدم اكتساب الطفل للوزن الكافي أو النمو الطبيعي أو حدوث تأخر في النمو. تشبه اضطرابات التغذية الفشل في الازدهار، باستثناء أنه في بعض الأحيان في اضطراب التغذية لا توجد حالة طبية أو فسيولوجية يمكن أن تفسر الكمية الصغيرة جدًا من الطعام التي يستهلكها الأطفال أو عدم نموهم. في بعض الأوقات، كانت الحالة الطبية السابقة التي تم حلها هي سبب المشكلة.

## الأعراض
الأطفال الذين يحاولون ابتلاع مواد غذائية مختلفة غالباً ما يتقيؤون أو يكبحون أو يختنقون أثناء تناولهم الطعام.  في أوقات التغذية، قد يتفاعلون سلبًا مع محاولات إطعامهم، ويرفضون تناول الطعام.
تشمل الأعراض الأخرى انعطاف الرأس والبكاء وصعوبة في المضغ أو القيء والبصق أثناء الأكل. قد يعاني العديد من الأطفال من صعوبات في الرضاعة وقد يكونون  منتقين للأكل يصعب إرضاؤهم، لكن معظمهم ما زال لديهم نظام غذائي صحي إلى حد ما. ومع ذلك، فإن الأطفال الذين يعانون من اضطراب التغذية سوف يتخلون تمامًا عن بعض مجموعات الطعام أو القوام أو السوائل الضرورية لنمو الإنسان ونموه.
يمكن أن يتطور اضطراب التغذية ببطء أشد لدى الأطفال الذين يعانون مسبقًا من هذا الاضطراب، وذلك بسبب افتقارهم إلى المدخول الغذائي. في الحالات الشديدة قد يبدو أن الطفل يشعر بأنه معزول اجتماعيًا بسبب نقص الأنشطة الاجتماعية التي تشمل الأطعمة.

## الأنواع
يُقسم اضطراب التغذية إلى ستة أنواع فرعية أخرى:
1. اضطراب التغذية المرتبط بتنظيم الحالة النفسية.
2. اضطراب التغذية التبادلي (الإهمال).
3. فقدان الشهية عند الطفل.
4. النفور الحسي من الغذاء.
5. اضطراب التغذية المرتبط بالحالة الطبية المتزامنة.
6. اضطراب التغذية اللاحق للصدمة.

## المشاكل المرتبطة
تشمل بعض الحالات الطبية والنفسية التي عٌرفت بأنها مرتبطة بهذا الاضطراب:
- اضطرابات حركية الجهاز الهضمي
- خلل في تحريك الفم
- الفشل في النماء
- الولادة المبكرة
- حساسية تجاه الطعام
- مشاكل حسية
- ارتداد
- وضع أنبوب التغذية

يمكن أن يعاني الطفل المصاب بسوء التغذية من توقف النمو الذهني والبدني بشكل دائم. لذلك يُعد الحصول على العلاج في وقت مبكر أمر ضروري ويمكن أن يمنع العديد من المضاعفات. ويمكنهم أيضًا تطوير المزيد من اضطرابات الأكل في وقت لاحق من الحياة مثل فقدان الشهية العصبي، أو قد يصبحوا ذوي شهية محدودة- على الرغم من أنهم قد لا يزالون يتمتعون بصحة جيدة فقد يصبح من الصعب إرضائهم.

## التشخيص
غالبًا ما يتم إجراء اختبار ابتلاع الباريوم، حيث يُعطي الطفل سائلًا أو طعامًا مع الباريوم. يسمح ذلك للممارسين الطبيين الاستشاريين بتتبع وظيفة البلع على جهاز أشعة سينية أو أي نظام استقصائي آخر مثل فحص تصوير مقطعي محوسب . كما يمكن إجراء اختبار تخصيص بالمنظار، حيث يتم استخدام المنظار الداخلي لمشاهدة المريء والحلق على الشاشة. يمكن أن يسمح أيضًا بمشاهدة كيفية تفاعل المريض أثناء الرضاعة.

## العلاج
لا يوجد علاج سريع، ويعتمد العلاج على المشاكل التي قد تسبب اضطراب التغذية. اعتمادًا على الحالة، يمكن اتخاذ الخطوات التالية: زيادة عدد الأطعمة المقبولة، وزيادة كمية السعرات الحرارية ومقدار السوائل ؛ يتحقق من نقص الفيتامينات أو المعادن. ومعرفة ما هي الأمراض أو المشاكل النفسية الاجتماعية. لتحقيق هذه الأهداف، قد يحتاج المرضى إلى دخول المستشفى لفترات زمنية طويلة. يشمل العلاج مهنيين من مجالات دراسية متعددة تشمل على سبيل المثال لا الحصر؛ محلل السلوك (التدخلات السلوكية)،المعالج المهني ومتخصص الكلام في اضطرابات التغذية، أخصائيي التغذية، علماء النفس والطبيب. وللحصول على أفضل النتائج، يجب أن يشمل العلاج خطة تعديل السلوك تحت إشراف العديد من المحترفين. إذا كان الطفل يعاني من صعوبات حركية عن طريق الفم تتعلق باضطراب التغذية، فيجب أن يساعد أخصائي علاج مهني أو حديث في طب الأطفال مدرب على اضطرابات التغذية والوظائف الحركية عن طريق الفم على تطوير خطة.

## علم الأوبئة
تفيد التقارير بأن ما يتراوح بين 25٪ و 40٪ من الأطفال الصغار يعانون من مشاكل التغذية - خاصةً المغص والقيء والتغذية البطيئة ورفض تناول الطعام. وقد تم الإبلاغ عن أن ما يصل إلى 80٪ من الرضع ذوي العاهات الخلقية يظهرون أيضًا مشاكل التغذية، في حين أن 1 إلى 2٪ من الرضع الذين تقل أعمارهم عن سنة واحدة يظهرون رفضًا حادًا للغذاء ونموًا سيئًا. يعاني نحو 40 إلى 70% من الرضع الذين وُلدوا قبل أوانهم من مشكلة من مشاكل التغذية.